# Franz Grothe
Pour les articles homonymes, voir Grothe.
Franz Johannes August Grothe (né le 17 septembre 1908 à Berlin, mort le 12 septembre 1982 à Cologne) est un compositeur et chef d'orchestre allemand. Il a composé de nombreuses chansons et de bandes originales de films.

## Biographie
Son père est pianiste, sa mère chanteuse. À cinq ans, il reçoit des leçons de violon puis l'année suivante, apprend le piano. À dix ans, il commence des compositions. Son talent musical lui vaut d'être étudiant à l'université des arts de Berlin. En 1926, il devient pianiste et arrangeur au sein de l'orchestre de Dajos Béla. Dans les années 1920, il acquiert une célébrité par ses compositions pour le ténor Richard Tauber. Il écrit en 1929 sa première bande originale pour le film Die Nacht gehört uns. Il crée sa propre maison d'édition qu'il abandonne avec l'émigration de son partenaire d'affaires d'origine juive lors de l'arrivée des nazis en 1933. Il s'inscrit en mai 1933 comme membre du NSDAP.
Grothe se rend à Vienne où il prend contact avec le réalisateur Willi Forst et l'actrice Marta Eggerth. En 1936, il part à Hollywood mais revient vite à Vienne. En 1938, il épouse la comédienne et chanteuse norvégienne Kirsten Heiberg (de) ; ils se sépareront dans les années 1950. Durant la Seconde Guerre mondiale, il compose pour des films. En 1942, il devient adjoint de la Chambre de la musique du Reich, dirige l'opérette et la « musique légère » à la Großdeutscher Rundfunk et directeur artistique de l'Orchestre allemand de danse et de divertissement (de). Après la guerre, il échappe à la dénazification et intervient dans des clubs de musique américains en Bavière. Dans les années 1950, il compose la musique des films de Kurt Hoffmann, Curt Goetz ou Ruth Leuwerik. En 1956, il écrit l'instrumental de trompette Mitternachts-Blues, pour le film Immer wenn der Tag beginnt (de), qui est son plus grand succès avec des ventes par millions.
En 1965, il travaille pour la télévision. Il écrit des mélodies spéciales pour les émissions, environ 400, pour Rudolf Schock, Erika Köth, Renate Holm (de), Ernst Hilbich (de), Willy Hofmann (de). Entre 1929 et 1969, Franz Grothe a écrit la musique d'environ 170 films dont 71 avant 1945. Sa musique va de la musique classique viennoise et hongroise au jazz. Un certain nombre de ses opérettes sont devenues des films comme L'Auberge du Spessart. En 1972, il devient président du conseil de surveillance de la GEMA. Le 10 septembre 1982, il s'effondre lors d'un concert à Cologne et décède deux jours plus tard d'une insuffisance cardiaque. Il est enterré au cimetière de Bad Wiessee.

## Filmographie partielle

### Cinéma
- 1929 : Die Nacht gehört uns
- 1930 : Tingeltangel
- 1931 : Der ungetreue Ekkehard
- 1933 : ...und wer küßt mich? de E. W. Emo
- 1933 : Das Schloß im Süden
- 1936 : Fête à bord (Die Entführung) de Géza von Bolváry
- 1936 : Château en Flandre (Das Schloß in Flandern) de Géza von Bolváry
- 1938 : Adieu valse de Vienne
- 1938 : Pieux mensonge ou Mensonge de mère (Die fromme Lüge ) de Nunzio Malasomma
- 1938 : Rote Orchideen (de)
- 1938 : Geheimzeichen LB 17
- 1938 : Napoleon ist an allem schuld
- 1939 : Trafic au large
- 1939 : Meurtre au music-hall
- 1940 : L'Oiseleur (de)
- 1940 : Achtung! Feind hört mit! (de)
- 1941 : La Belle Diplomate (Frauen sind doch bessere Diplomaten) de Georg Jacoby
- 1941 : Die schwedische Nachtigall (de)
- 1941 : Illusion
- 1942 : Le Démon de la danse
- 1943 : Ich vertraue Dir meine Frau an
- 1943 : Liebespremiere
- 1943 : Ein Walzer mit Dir
- 1944 : La Femme de mes rêves
- 1950 : Vom Teufel gejagt (de)
- 1950 : Docteur Praetorius
- 1951 : La Maison de Montevideo
- 1951 : Fanfaren der Liebe (de)
- 1953 : Trois cavaliers au pensionnat
- 1953 : Le Tigre de Colombo
- 1953 : Fanfaren der Ehe
- 1953 : Musik bei Nacht (de)
- 1953 : Ave Maria
- 1954 : Prisonnière du Maharadjah
- 1954 : Bildnis einer Unbekannten
- 1955 : L'Espion de Tokyo (de)
- 1955 : Roses d'automne (de)
- 1955 : Piroschka (de)
- 1955 : Drei Mädels vom Rhein (de)
- 1956 : La Famille Trapp (Die Trapp-Familie)
- 1956 : Wenn wir alle Engel wären (de)
- 1956 : Salzburger Geschichten
- 1957 : La Reine Louise (Königin Luise) de Wolfgang Liebeneiner
- 1957 : Immer wenn der Tag beginnt (de)
- 1957 : Zum Blauen Bock
- 1957 : Ein Stück vom Himmel
- 1957 : Au revoir Franziska
- 1958 : Der schwarze Blitz (de)
- 1958 : Les soldats ne sont pas de bois (Helden)
- 1958 : Wir Wunderkinder
- 1958 : L'Auberge du Spessart
- 1958 : Hoch klingt der Radetzkymarsch
- 1959 : Liebe auf krummen Beinen
- 1959 : Das schöne Abenteuer
- 1959 : Ein Mann geht durch die Wand
- 1959 : Un jour qui ne finira plus (de)
- 1960 : Der letzte Fußgänger (de)
- 1960 : Heldinnen (de)
- 1961 : Zwei unter Millionen
- 1962 : Christelle et l'Empereur
- 1963 : Das Haus in Montevideo (de)
- 1964 : Vorsicht Mister Dodd (de)
- 1964 : Heirate mich, Chéri (de)
- 1965 : On murmure dans la ville
- 1965 : Heidi
- 1966 : Liselotte von der Pfalz (de)
- 1967 : Herrliche Zeiten im Spessart

### Télévision
- 1968 : Madame Bovary (TV)
- 1971 : Seine Majestät Gustav Krause (TV)

## Récompenses et distinctions
- 1980: Commandeur de l'ordre du Mérite de la République fédérale d'Allemagne